# 安娜·莫爾豪斯
安娜·維多利亞·莫爾豪斯（英語：Anna Victoria Moorhouse，1995年3月30日—）是英格蘭職業女子足球運動員，司職守門員，現效力國家女子足球聯賽球隊奧蘭多榮耀。
莫爾豪斯先前曾效力過英女超的艾佛頓、兵工廠和西漢姆聯等多支英格蘭球隊。2022年，她從法女甲的波爾多轉會至奧蘭多榮耀，並開始擔任該球隊的首席門將。2024年，奧蘭多榮耀在賽季前半段完成16場不敗的佳績，莫爾豪斯以7場零失球暫居零封榜榜首。不久後，莫爾豪斯便首次獲國家隊徵召，參加同年7月舉行的兩場2025年歐洲女子足球錦標賽外圍賽。不過比賽當日她並沒有被列入先發陣容。

## 外部連結
- Soccerway資料庫：安娜·莫爾豪斯
- 安娜·莫爾豪斯 （页面存档备份，存于）在奧蘭多榮耀（英文）